# Тедрос Гебрейесус
Този човек има хабешко име: Тедрос е лично име, а Аданом Гебрейесус е презиме, а не фамилия.
Тедрос Аданом Гебрейесус (на амхарски: ቴዎድሮስ አድሓኖም ገብረኢየሱስ) е бивш министър на здравеопазването (2005 – 2012) и на външните работи (2012 – 2016) на Етиопия, понастоящем генерален директор на Световната здравна организация от 2017 г.

## Биография

### Образование и наука
През 1986 г. завършва университета в Асмара с бакалавърска степен по биология, работи за Министерството на здравеопазването на Етиопия като лаборант. След падането на военния режим през 1991 г. на Менгисту Хайле Мариам получава възможността да продължи образованието си в чужбина.
През 1992 г. завършва магистърска степен по имунология на инфекциозни болести в Лондонското училище по хигиена и тропическа медицина към Лондонския университет с магистърска степен по естествени науки.
През 2000 г. получава докторска степен в Университета в Нотингам (Великобритания) със специалност „Обществено здраве“. Дисертацията му  изследва въздействието на речните язовири върху предаването на малария в региона Тиграй, Етиопия. За нея Тедрос е обявен за млад изследовател на годината от Американското общество за тропическа медицина и хигиена (2000). Учи в допълнителни образователни курсове в Дания и Швеция.
Тедрос е специалист в изследването на маларията. Съавтор е на множество публикации в редица международни научни публикации („Тропическа медицина и паразитология“, „Лансет“, „Природа“, „Паразитология“). През 2012 – 2014 г. служи в Консултативния съвет по здравна програма за министерско ръководство на Харвардския университет. Бил е член на Съвета на глобалните лидери по репродуктивно здраве на Института „Аспен“ (САЩ) и на Консултативния съвет на Университета в Адис Абеба (Етиопия).

### Държавни длъжности
През 2001 – 2003 г. оглавява здравния отдел на региона Тиграй. През 2003 г. е назначен за заместник-министър на здравеопазването на Етиопия.
През 2005 – 2012 г. е министър на здравеопазването на Етиопия. На този пост реформира системата на здравеопазване в страната, за да увеличи достъпността на медицинските грижи. През този период са създадени 3,5 хиляди здравни центъра и 16 хиляди медицински пункта, броят на здравните работници се увеличава 7 пъти (от 16,5 хиляди на 115 хиляди), на медицинските образователни институции от 3 на 33 и на техните възпитаници от 120 до 3 хиляди лекари годишно. Организира приток на чуждестранни инвестиции в индустрията, по-специално чрез взаимодействие с фондация „Семейство Клинтън“ и фондация „Бил и Мелинда Гейтс“. В резултат детската смъртност намалява с две трети, ХИВ инфекциите – с 90 %, смъртността от малария – със 75 % и от туберкулоза – с 64 %. През 2010 г. ООН нарежда Етиопия сред най-успешните държави в постигането на Целите на хилядолетието за развитие (2000 – 2015).
През 2012 – 2016 г. е министър на външните работи на Етиопия. Допринася за редица регионални инициативи за подпомагане на здравето и развитието. През 2013 г. председателства Изпълнителния съвет на Африканския съюз и оглавява подготовката на „Програма 2063“ – стратегически документ, насочен към ускоряване на икономическото, политическото и социалното развитие на Африка. През 2015 г. участва в Международната конференция за финансиране на развитието в Адис Абеба, където помага за преодоляване на различията и изграждане на консенсус относно приемането на плана за действие за устойчиво развитие.

### Генерален секретар на СЗО
От 2017 г. е назначен за генерален директор на СЗО. Предлага 5 ключови приоритета за организацията: универсално здравно покритие, спешни здравни ситуации, здраве на жените, децата и юношите, въздействие на климата и промените в околната среда върху човешкото здраве и реформирана СЗО. Целите на реформата очертават задачите за повишаване на ефективността на организацията, насърчаване на максимално покритие на световното население със здравни услуги, укрепване на капацитета на националните и местните власти за предотвратяване на извънредни ситуации в здравеопазването.

## Критика
Като министър на външните работи на Етиопия е обвиняван, че прикрива няколко случая на холера в Етиопия през 2006, 2009 и 2011 г.
По време на пандемията от COVID-19 Тедрос е критикуван, че действа бавно за преодоляване на епидемията и че е твърде близо до китайското правителство, откъдето произхожда пандемията.

## Награди и звания
През 2016 г. е награден с орден „Сръбско знаме“. Той е и първият неамериканец, получил наградата „Джими и Розалин Картър“ (САЩ, 2001). През 2016 г. получава наградата „Women Deliver“ за постоянство като признание за приноса му към здравето на жените. През 2012 г. е избран за почетен член на Лондонското училище по хигиена и тропическа медицина.